# Гибискус рассечённолепестный
Гибискус рассечённолепестный (лат. Hibiscus schizopetalus) — листопадный тропический кустарник; вид рода Гибискус (Hibiscus), семейства Мальвовые (Malvaceae). Растение известно под тривиальными названиями — «бахромчатая мальва», «японский фонарь», «коралловый гибискус» и «паутинный гибискус». В природе вид встречается в Восточной Африке. Культивируется как декоративное растение.

## Описание
Листопадный кустарник (реже лиана), высотой до трёх метров. Зубчатые листья яйцевидной или продолговатой формы длиной от 2 до 12 см и шириной от 1 до 7,5 см расположены поочередно; часто растут пучками на коротких боковых побегах. Цветки одиночные, размером от 5 до 8 см, висят на цветоносах, длина которых может достигать 16 см. Чашечка имеет от двух до четырёх зубцов, под которыми находятся небольшие внешние чашелистики. Пять лепестков ярко-красные, сильно рассечённые и загнутые назад. В центре цветка свисает андрогинофор длиной до 9 см с многочисленными жёлтыми пыльниками наверху, с часто изогнутой вершиной, заканчивающейся пятью тонкими рыльцами. Плоды — удлиненные, многосемянные коробочки длиной до 3,5 см.
Основным антоцианом, обнаруженным в цветках, является цианидин-3-самбусофорозид. Из листьев растения были выделены два новых тритерпеновых эфира.

## Распространение
Растение родом из тропиков Восточной Африки; произрастает на прибрежной территории Кении, Танзании и Мозамбика. Предпочитает места возле воды, например, мангровые заросли. Растёт на высоте до 150 метров над уровнем моря.
Культивируется как декоративное растение в тропических и субтропических садах. В умеренном климате не переносит температуру ниже 10 °C. В летние месяцы размещают на открытом воздухе, в защищенном от солнца месте, в щелочной или нейтральной почве. Растение имеет награду Королевского садоводческого общества «За выдающиеся садовые качества».